# Stora Orrberget
Stora Orrberget är ett naturreservat i Umeå kommun i Västerbottens län.
Området är naturskyddat sedan 2008 och är 96 hektar stort. Reservatet omfattar sydsluttningarna till Lilla och Stora Orrberget och består till största delen av grovstammig med karga tallskogar på de övre delarna.